# Milánói dóm
A milánói dóm (olaszul: Duomo di Milano; lombard nyelven Domm de Milan) a város legnagyobb és leghíresebb egyházi építménye, a Milánói főegyházmegye főszékesegyháza, az olasz gótika egyik mesterműve. 

## Építésének története
Építését megelőzően már hosszú évszázadokon át ezen a helyen volt a város vallási központja. A rómaiak idején egy Minerva-templom állt itt, amelyről a korabeli feljegyzések részben Basilica estiva intramurana, részben pedig Ecclesia major néven írtak. Ugyanezen a helyen alapította meg 390-ben Szent Ambrus a Santa Maria Maggiore-bazilikát. A következő évszázadokról nincsenek megbízható adatok, de valószínűleg a 9. században emelték a szomszédságában a Santa Tecla-bazilikát, és a San Giovanni-keresztelőkápolnát. Mindhárom építményt 1386-ban lebontották és 1396-ban Gian Galeazzo Visconti herceg utasítására hozzáfogtak a dóm építéséhez. A főépítész 1400-tól Filippino degli Organi volt. 1418-ban V. Márton pápa szentelte fel az épülő templom főoltárát.
A 15. század utolsó évtizedében a munkák folytatása Ludovico Sforza (il Moro), Milánó hercege, de még inkább két kiváló építész, Cristoforo Solari és Giovanni Antonio Amadeo nevéhez fűződik, utóbbi építette fel a négyezetes kupolát. Ludovico 1499. évi bukása után az építkezést már csökkenő ütemben folytatták, majd Amadeo 1522-ben bekövetkezett halála után némi szünet állt be. Később lombard, francia és német építészek folytatták a munkálatokat.
Borromei Szent Károly kardinális újra felvétette a munkát. 1567-ben Pellegrino Tibaldi monumentális barokk homlokzatot tervezett, amely éles ellentétben volt a székesegyház stílusával. 1572. szeptember 20-án Borromeo Károly Szűz Mária születésének emlékére felszentelte a dómot. A homlokzat téves koncepcióját 1616 után Francesco Maria Richini reneszánsz stílussal igyekezett egyensúlyba hozni, de ez még mindig ellentétben állt az épület gótikus vonalaival. 1655-ben Carlo Buzzi folytatta a munkát, és arra törekedett, hogy a főhomlokzat régebben kialakított részletei összhangba kerüljenek a gótikus alapstílussal. Ő azonban három évre rá meghalt, és terve hosszú időre befejezetlen maradt. 1765 és 1769 között került fel a kupolatorony hegyes csúcsa, és erre helyezték rá 1774-ben a Mária-szobrot, a milánóiak kedvelt Madunnináját. Újabb fordulat következett be a dóm építésében Napóleon uralma alatt. Testet öltött a nyugati főhomlokzat átalakítására vonatkozó régi elképzelés: 1813-ig Zanoia és Amati eszerint alakították ki végleges formáját, amelyen már ismét a gótika uralkodik. A 19. században újabb díszítő elemek is kerültek az épületre és 1890-ben, fél évezreddel építésének megkezdése után, a téren már nagyjából a mai dóm állott. 1886-ban ismét pályázatot írtak ki a főhomlokzat átalakítására, mivel még mindig sok ellenzője volt. A pályázaton Giuseppe Brentano lett a győztes, de tervét nem valósították meg. A 20. század elején készültek el a bronzkapuk.

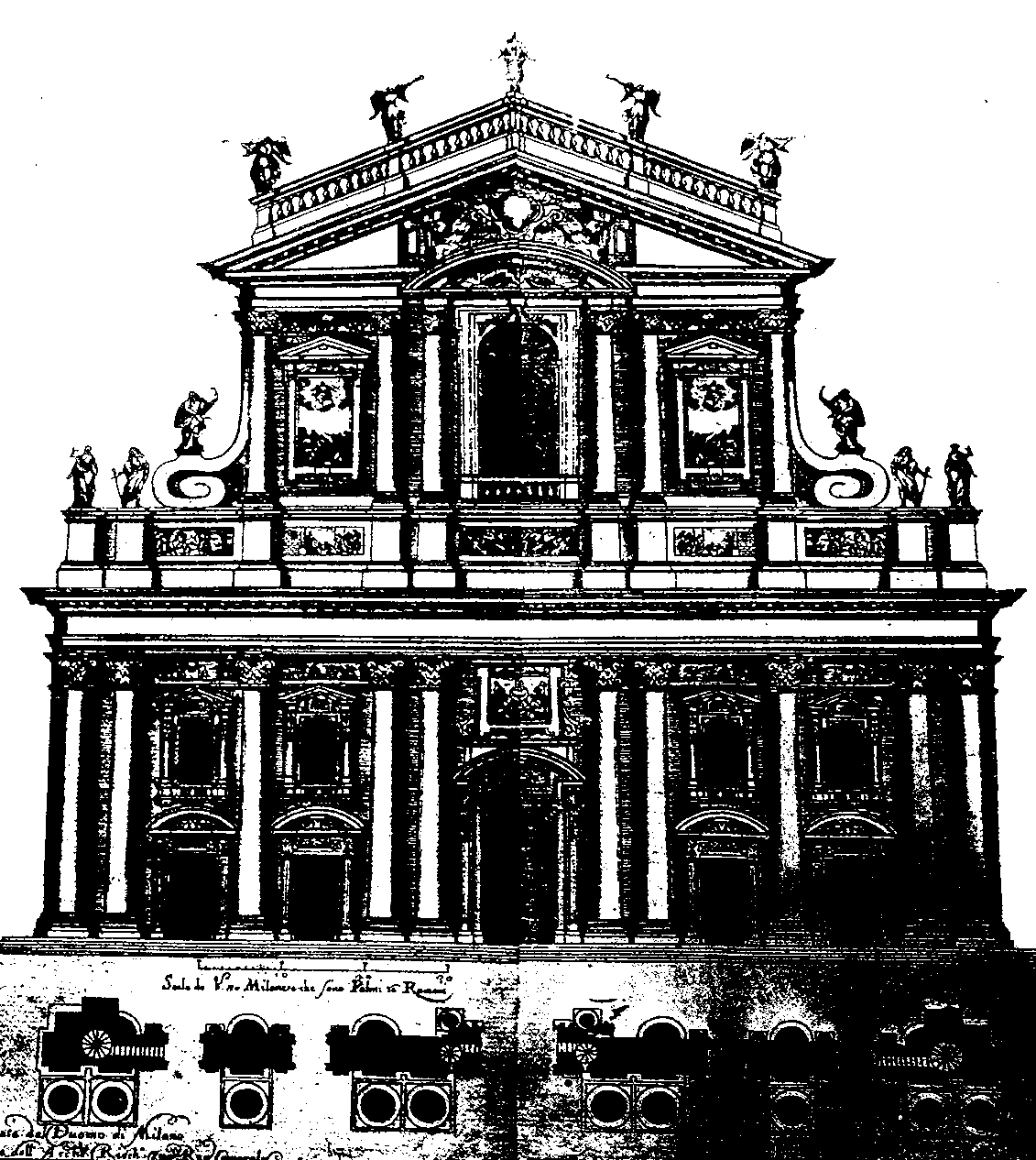
A dóm homlokzatának terve 1616-ban
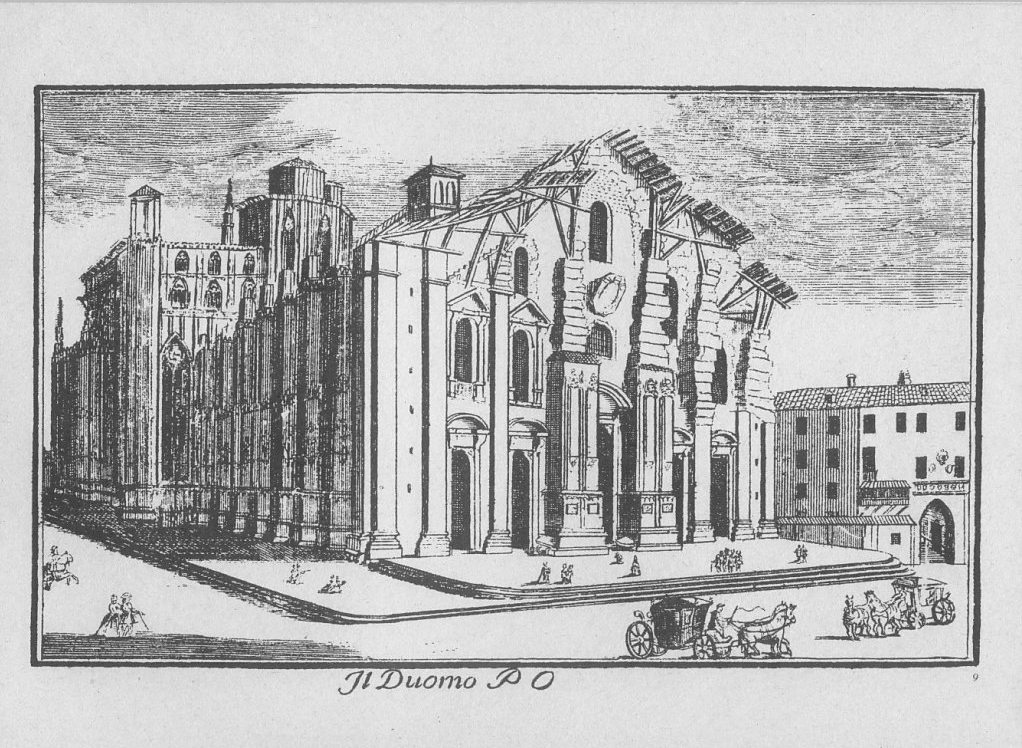
A dóm 1745-ben
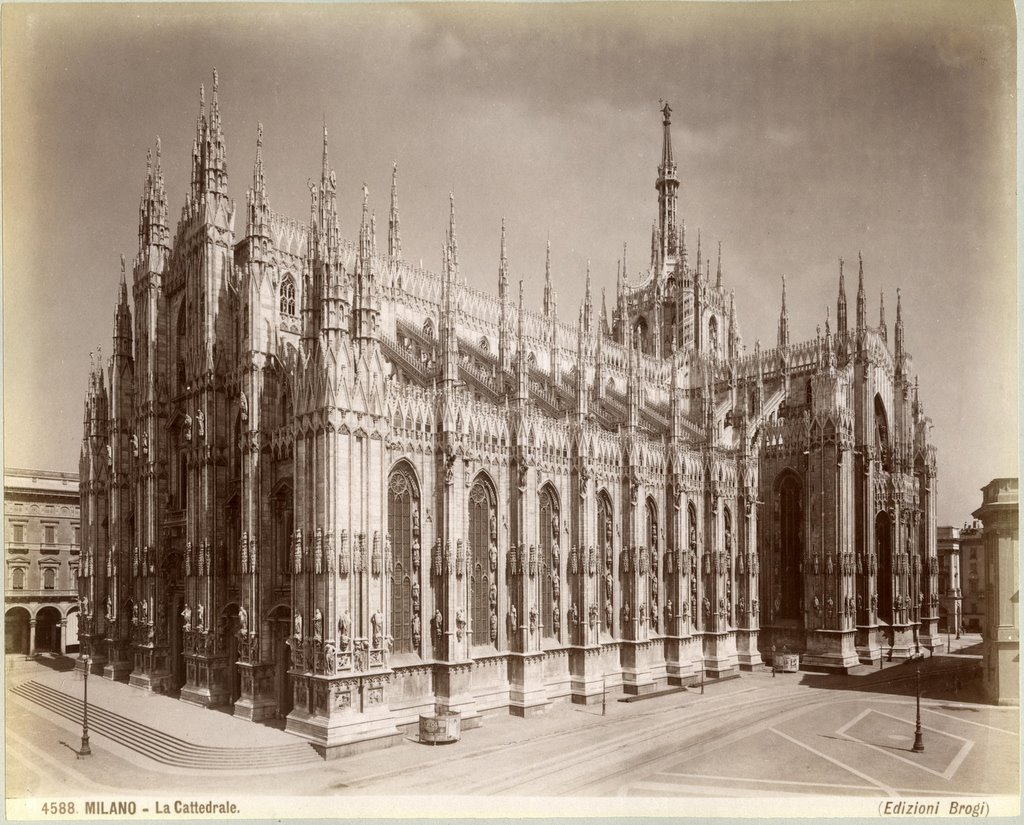
A dóm 1870 körül
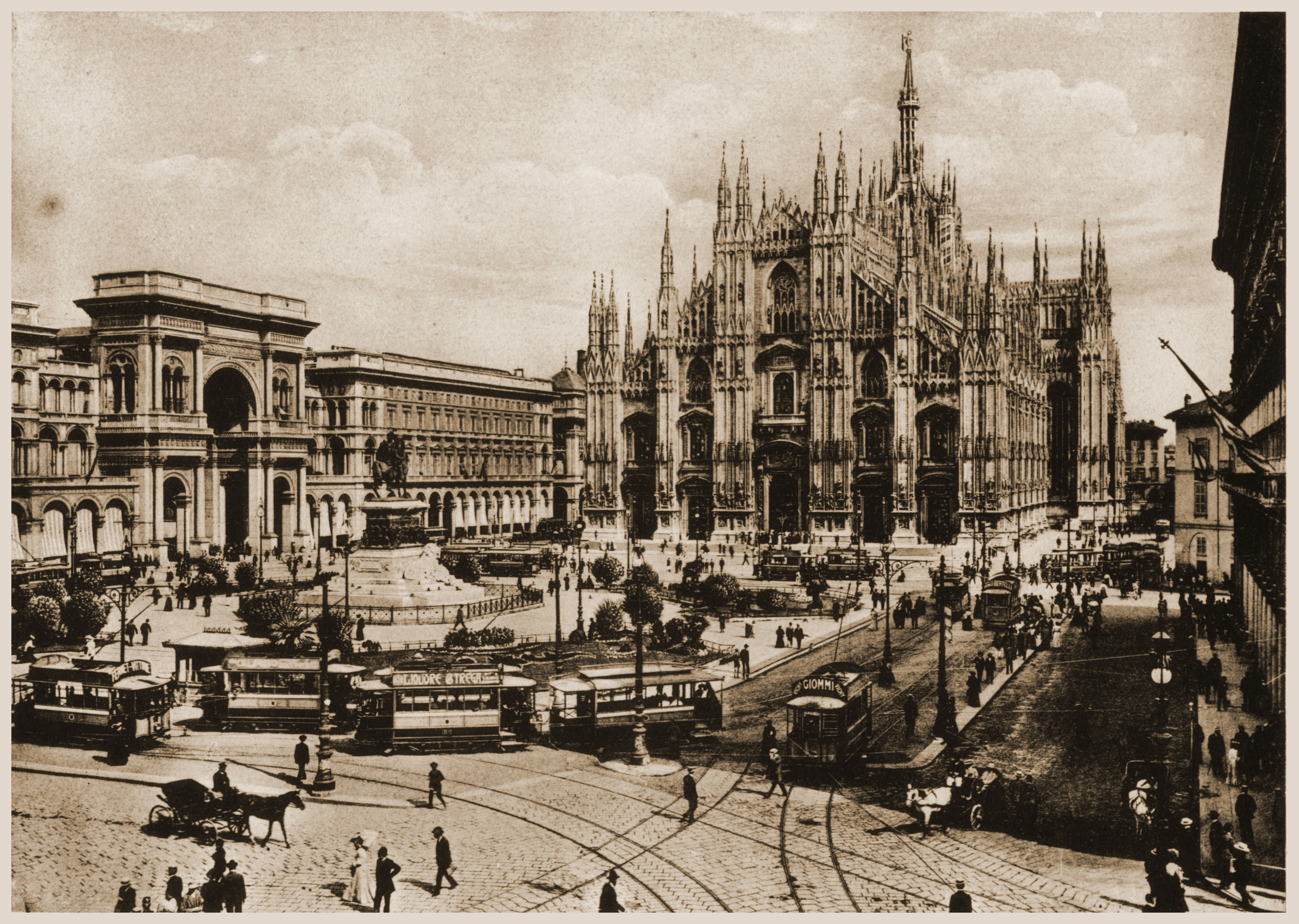
A dóm a 20. század elején

## Méretei
- Hosszúsága: 158 m
- Szélessége: 66 m, a kereszthajóé 92 m
- Homlokzata 61,5 m széles és 56 m magas
- A középhajó magassága 48 m
- A kupolatorony magassága 108,5 m
- Alapterülete pedig 11 000 m²

## Építészeti jellegzetességei
A milánói dóm építéséhez a Lago Maggiore környékéről szállították az enyhén rózsaszín árnyalatú márványt.

### Homlokzata

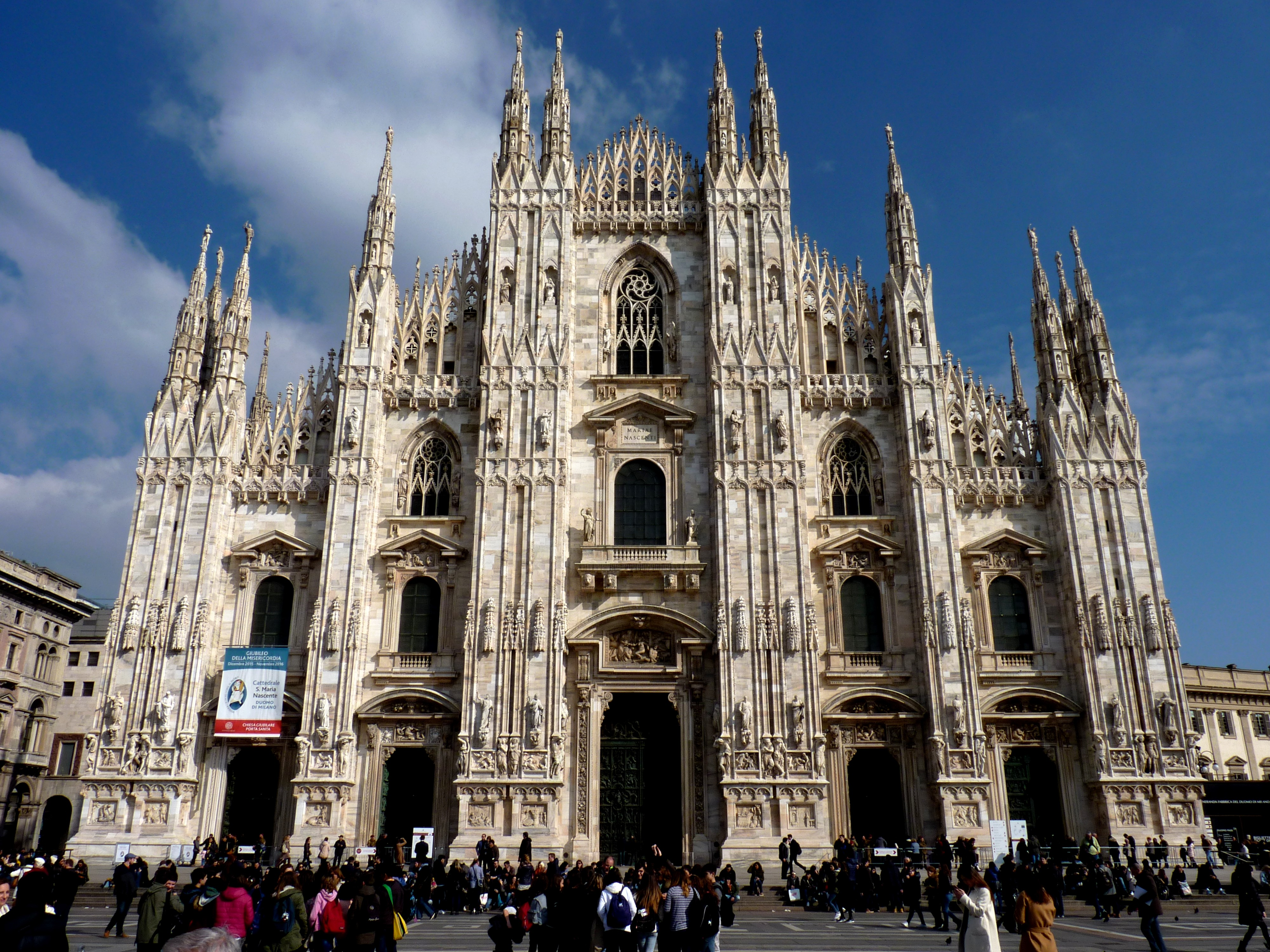
A dóm főhomlokzata

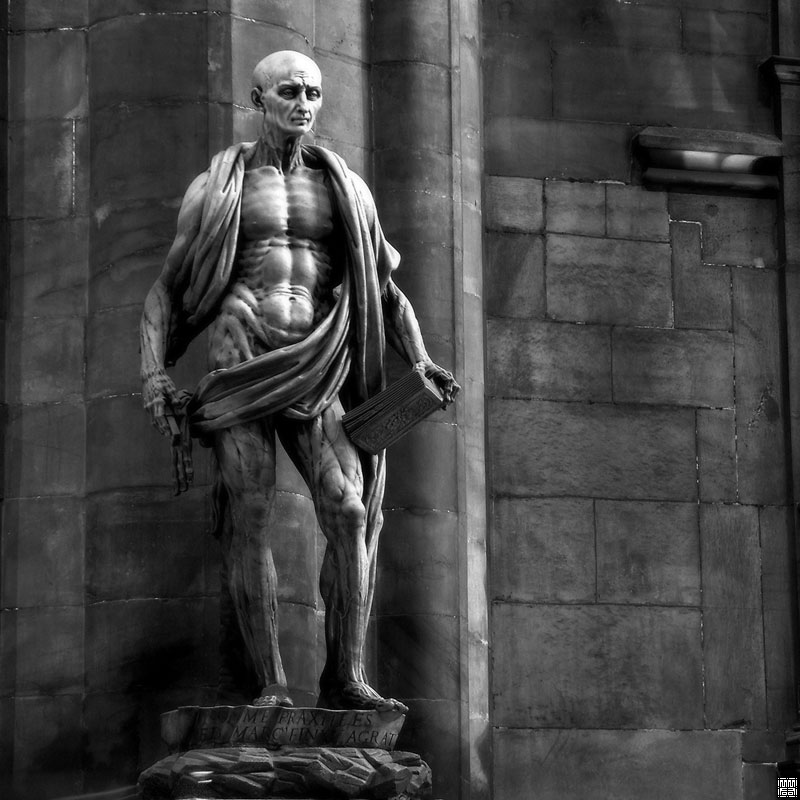
Az oltár mellett balról Szent Bertalan szobra áll

A sok építkezési periódus és a főépítészek gyakori váltakozása miatt az épület homlokzata a stílusok sokféleségét tükrözi: az alsó rész Pellegrino Tibaldi és Richini reneszánsz-barokk, a felső pedig Buzzi gótikus formáit, amit az ablakok kialakítása közötti különbözőségek szemléltetnek. A homlokzatot tornyocskákkal koronázott pillérek tagolják öt részre a templom belső elosztásának megfelelően. Mind az öt részhez díszes kapuzat és két sor kisebb és nagyobb ablak tartozik. A kapuk fölött bibliai jeleneteket ábrázoló márvány domborművek láthatók (Judit és Holofernész, Sába királynője és Salamon király stb.); a homlokzat alsó zónájának dekorációját az ótestamentumból vett jelenetek reliefjei alkotják. A korai barokk stílusú portálkeretezések Tibaldi munkái; a bronz ajtószárnyak már a 20. század elejéről származnak: két bal oldali 1948-ban és 1950-ben készült el (Minerbi, illetve Castiglioni munkája) és Nagy Konstantin milánói ediktumát, illetve Szent Ambrus püspök életét ábrázolja. A középső a legrégebbi, 1894 és 1905 között készítette Pagliaghi és Mária életéből vett jeleneteket ábrázol; a következő (Lombardi műve) Milánónak II. Frigyes által történt lerombolását mutatja be.
A három hatalmas csúcsíves ablak Nicolas da Bonavente 1390-es munkája. Az apszis vonalai tiszta gótikus stílust tükröznek. A hatalmas falazat innen kezdődően épült nyugati irányban a templomhajókkal a 15. és 18. század között. Az egész magas lábazaton nyugszik, és gazdag szobordíszítményeivel tör az ég felé. Az épület szerkezetét azonban a díszek nem rejtik el: világosan kivehető 40 támpillére, amelyeket a belső pillérekkel a hajók fölött tartóívek kötnek össze. A tömbszerű lábazat fölött a széles ablakokkal áttört falak tömegét Filippino degli Organi finom csipkeszövevényei oldják fel a csúcs felé haladva.

### A főhajó és a kereszthajó
A székesegyházat a pillérsorok öt hosszanti és három kereszthajóra osztják. A főhajó kétszer olyan széles, mint az oldalsók. A két szélső hajó boltozata a legalacsonyabb és a főhajóé a legmagasabb. A hosszanti hajókat három kereszthajó szeli át; a középső itt is kétszer olyan széles, mint az oldalsók. A templom építészeti középpontja a fő- és a kereszthajó találkozásában levő négyezet, fölötte tör az égnek a nyolcszögletű kupolatorony, amelyet négy hatalmas boltív tart.
A jobb oldalhajót kilenc támpillér osztja nyolc bolt-szakaszra. Az elsőben látható Ariberto d'Intimiano, 1045-ben elhunyt milánói érsek szürke márvány szarkofágja, a másodikban a város 1295-ben elhunyt püspökének és hercegének, Ottone Viscontinak a sírja, a harmadikban Milánó püspökeinek állít emléket egy márványtábla, a negyedikben az 1394-ben Velencében elhunyt Marco Carelli síremléke látható, az ötödikben Brentano pályázatára emlékeztet egy márványtábla. A három utolsó szakaszban Pellegrininek egy-egy oltár-remeke áll; a nyolcadiknak a Mária-szobra 1395-ből való, és egyike a dóm legértékesebb műtárgyainak. E boltszakaszok színes ablakait Nicolo da Varallo és Cristoforo de Motti készítette.
A jobb oldalhajó és a kereszthajó találkozásánál áll az 1555-ben elhunyt Giacomo Medici síremléke. Leone Leoni készítette 1563-ban. Díszítése domborművekből és bronzszobrokból áll. A síremlék fölött látható a templom egyik legszebb üvegablaka. Corrado di Michis készítette 1564-ben, és János evangélista életéből vett jeleneteket ábrázol. Közvetlenül a Medici-síremlék mellett egy kis oltár áll, amelyet a 16. században (a szintén Medici) IV. Pius pápa ajándékozott a dómnak.
A kereszthajó déli részének a Medici-síremlékkel ellenkező sarkában áll a Mária bemutatása a templomban nevű oltár, amelynek márványszobrát Agostino Busti („il Bambaia”) faragta a 16. században. Az oltár mellett balról Marco d’Agrate az 1500-as években élt szobrász Szent Bertalant ábrázoló világhírű műve áll. A szobor, anatómiai részleteinek pontossága és erőteljes realizmusa miatt nagy hatást gyakorolt a korabeli hívekre. Felirata: „Non me Praxiteles, sed Marcus finxit Agrates”. azaz „Nem Praxiteles faragott engem, hanem Marco d’Agrate”).
A kereszthajó bal szárnyában két oltár áll: az első Carlo Beretta műve (1754), márvány domborművének témája Szent Tekla az oroszlánokkal; a második Marcantonio Prestinari alkotása (1594): a Keresztre feszített Krisztus a szentekkel. A fölöttük látható ablakok Nicolo da Varallo alkotásai és Damaszkuszi Szent János életéből mutatnak be jeleneteket.
A kereszthajó középső hajóját észak felől a barokk Capella della Madonna del’Albero határolja. A kápolna Francesco Maria Richini műve. Előtte áll az adományozójáról Trivulzio-kandelábernek nevezett, hétágú bronz gyertyatartó. A francia Nicolas de Verdunnek ez a remekműve a 12. vagy a 13. századból származik és 1568-ban került a milánói dómba. A díszes, művészi lábazaton nyugvó gyertyatartó tulajdonképpen stilizált fát ábrázol, amelynek hét ágán koronák tartják az égőket. A kápolna fölötti ablakok Borromeo Szent Károly életéből ábrázolnak jeleneteket.
A kápolna mellett balról, a kereszthajó sarkában áll a Szent Katalin-oltár, amelynek márványfiguráját campionei mesterek faragták remekbe a 14. században. Az oltár fölötti ablak a szent életéből mutat be jeleneteket. Az oltár melletti ablak Carlo Urbino alkotása és az apostolok történetét ábrázolja (1567).

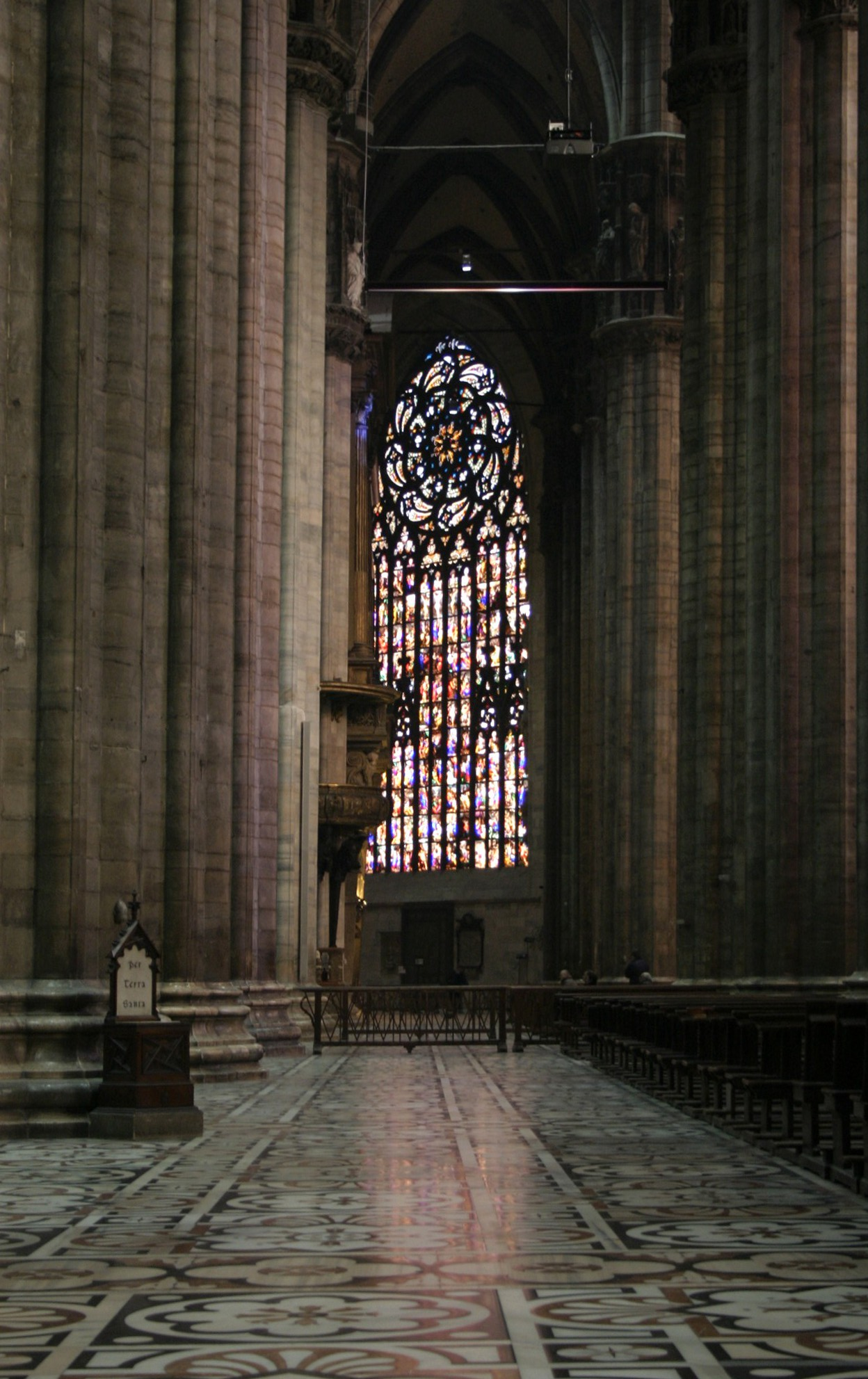
A jobb oldali mellékhajó
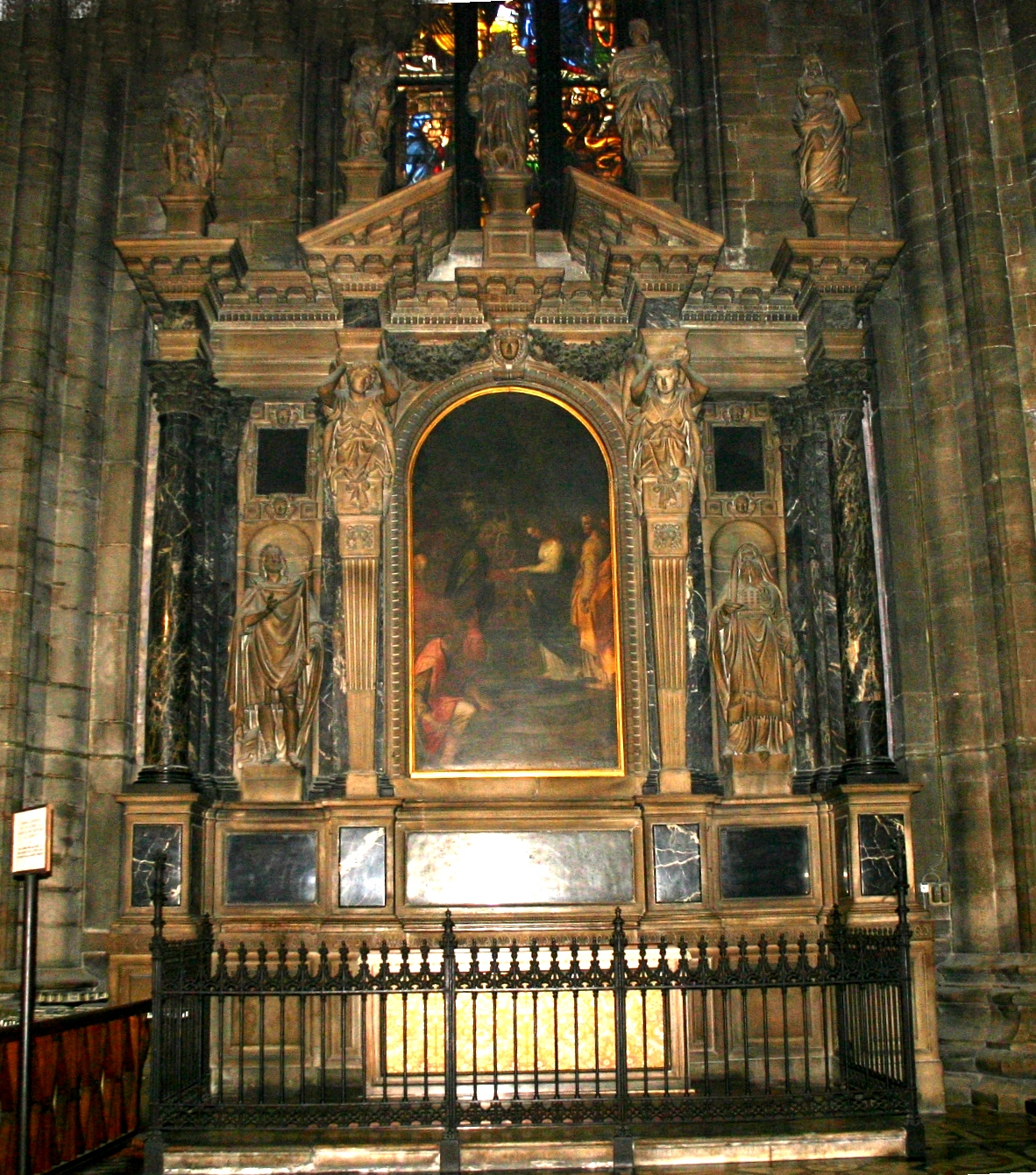
Szent József-oltár
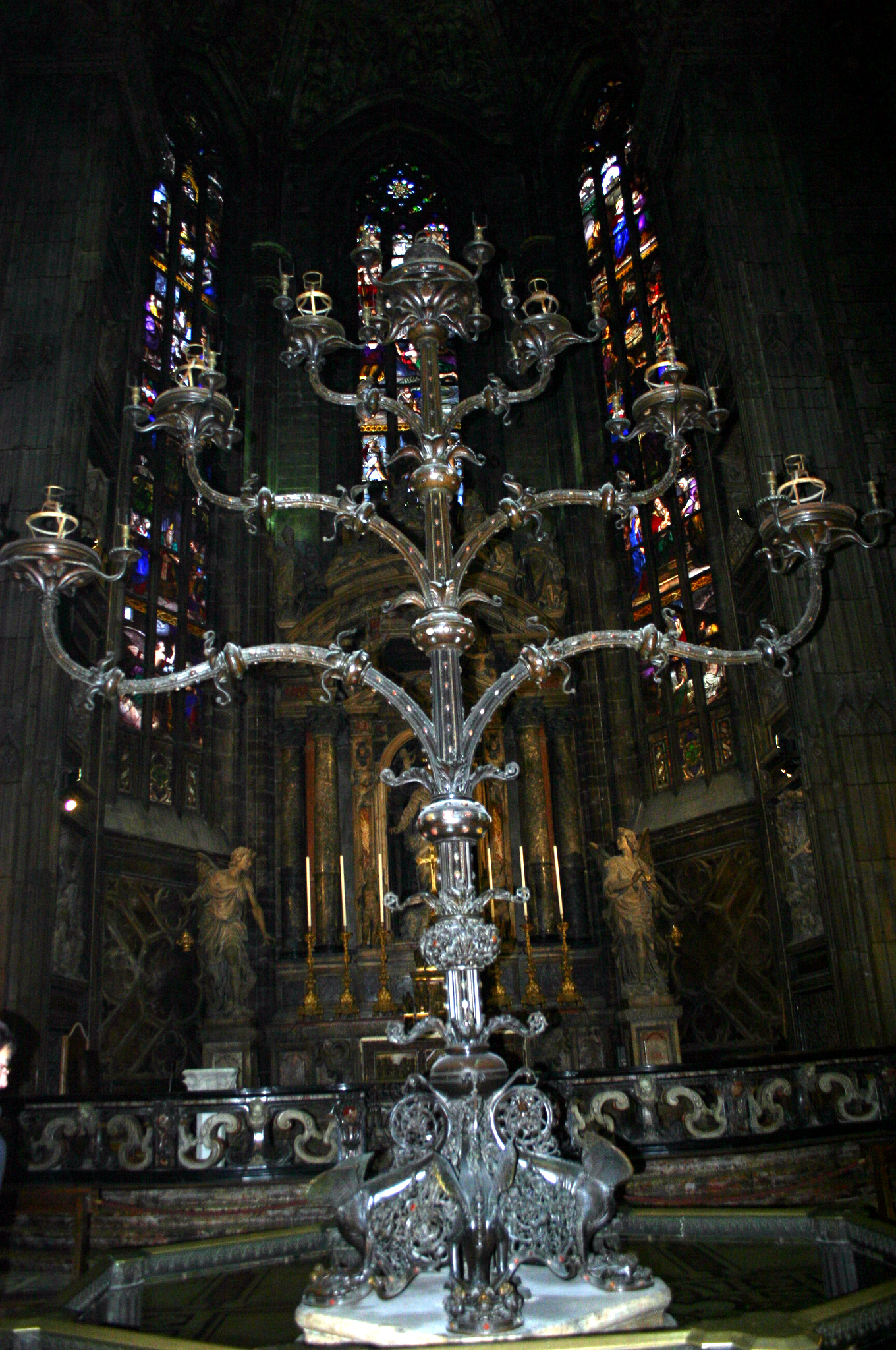
Trivulzio-kandeláber
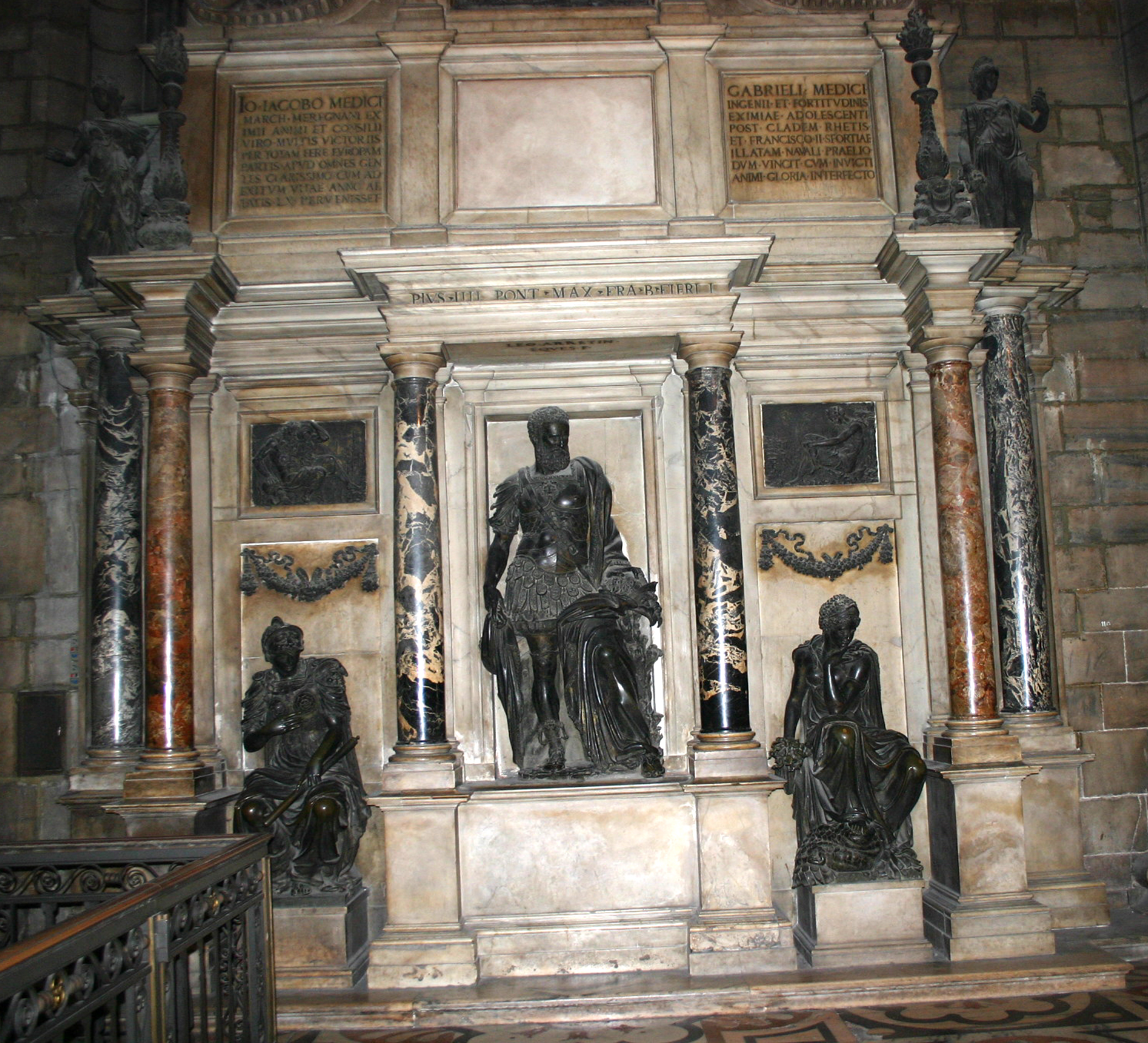
Gian Giacomo Medici síremléke

A bal oldalhajó szintén boltszakaszokból áll. A három utolsó boltszakaszban (azaz amelyek a főbejárattól legtávolabb esnek), csakúgy, mint a szemközti jobb oldalhajóban, Pellegrino Tibaldi egy-egy művészi oltára áll. A nyolcadik boltszakaszban levő oltárt Baroccio 17. századi festménye díszíti, amely Szent Ambrus életének egy jelenetét ábrázolja. A következő oltárképét az Angyali üdvözletet Federico Zuccari festette. A hatodik boltszakaszban egy fafeszület áll: a legenda szerint Borromeo Szent Károly az 1576. évi pestisjárvány idején ezzel vonult végig Milánó utcáin. Az itt látható ablak flamand mester műve és Nagy Konstantin anyjának életéből vett jeleneteket ábrázol (1575). Az ötödik boltszakaszban Francesco Sforza hajdani híve, Alessio Tarchetta sírjának másolata áll. A negyedik boltszakasz freskóit Pellegrino készítette; a harmadiknak az ablakai azonban modernek, Giovanni Buffa alkotásai. A második boltszakasz falán két veronai vörös márványból készült tábla áll, nyolc apostol domborműképével, amelyek egy ismeretlen, 13. századi campionei mester alkotásai. E boltszakasz mellett, balról a második oldalhajóban egy Pellegrino által tervezett reneszánsz keresztelőmedence van, a hozzá tartozó porfirmedence, amely a feltevések szerint még a római korból maradt fenn. Az első boltszakaszban Carpi modern, festett üveg-ablakai alatt egy napóra áll, amelyet a szemközti ablakból ideirányított fény világít meg.

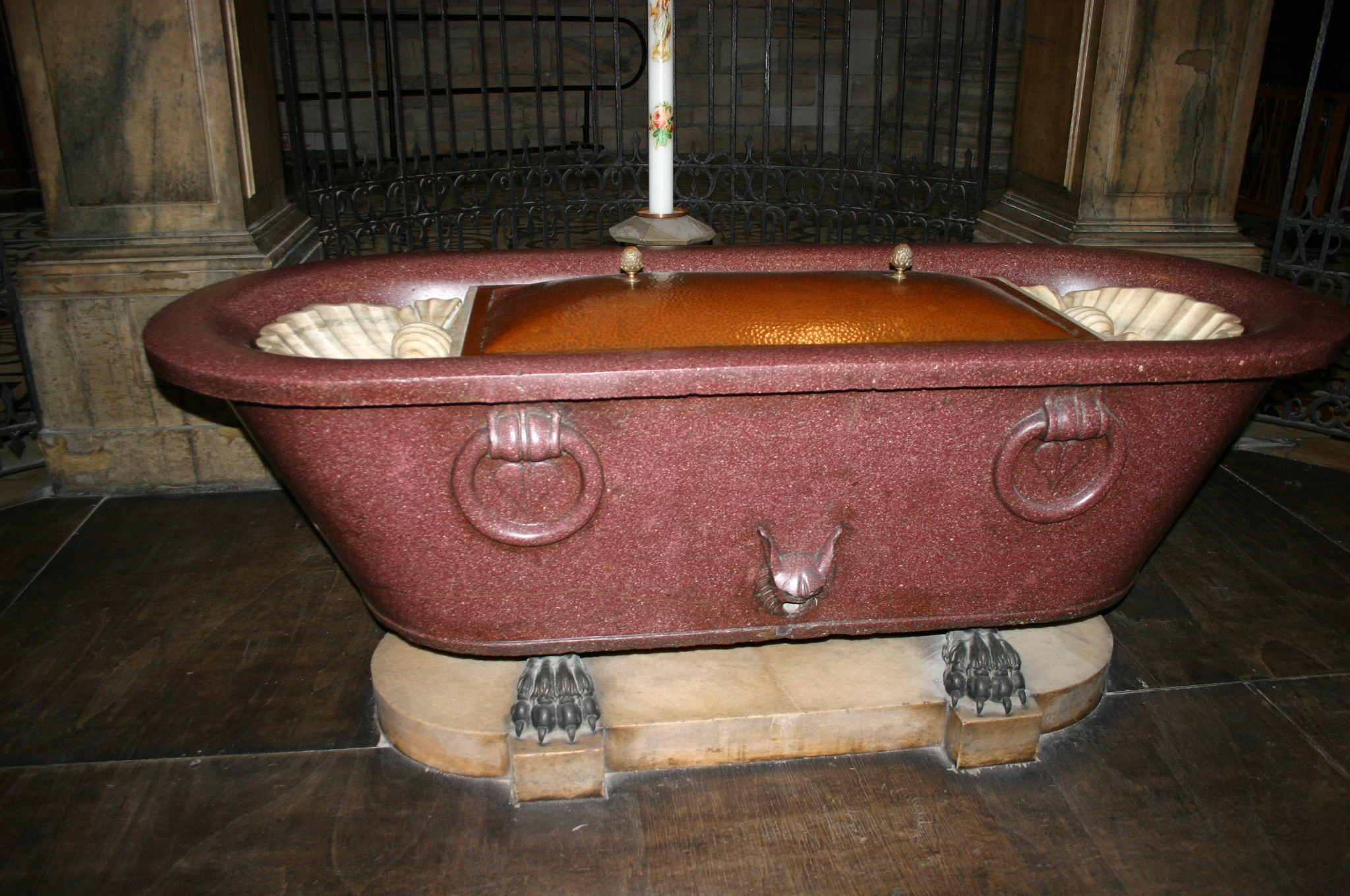
A keresztelőmedence
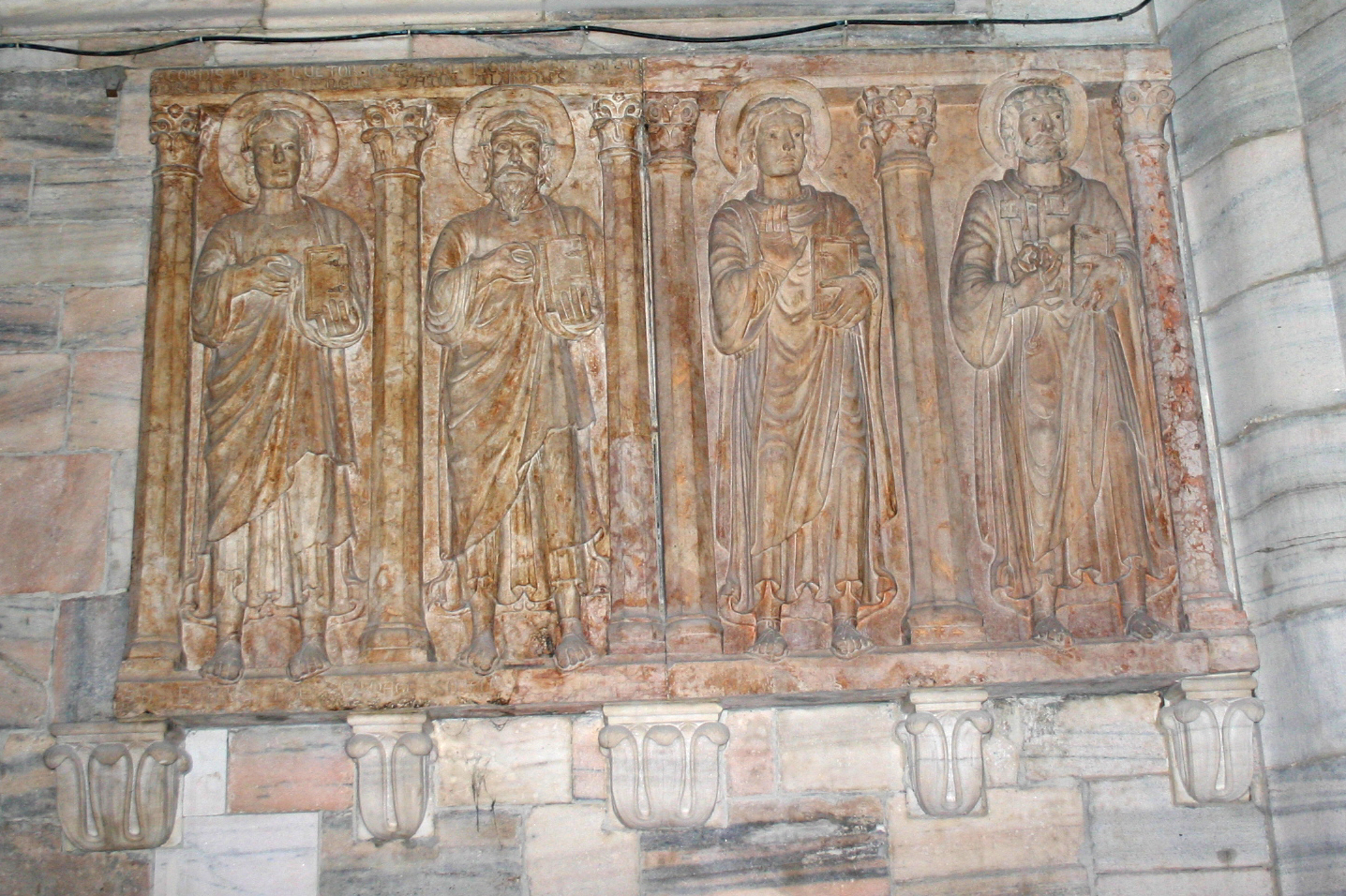
A szenteket ábrázoló márványtáblák
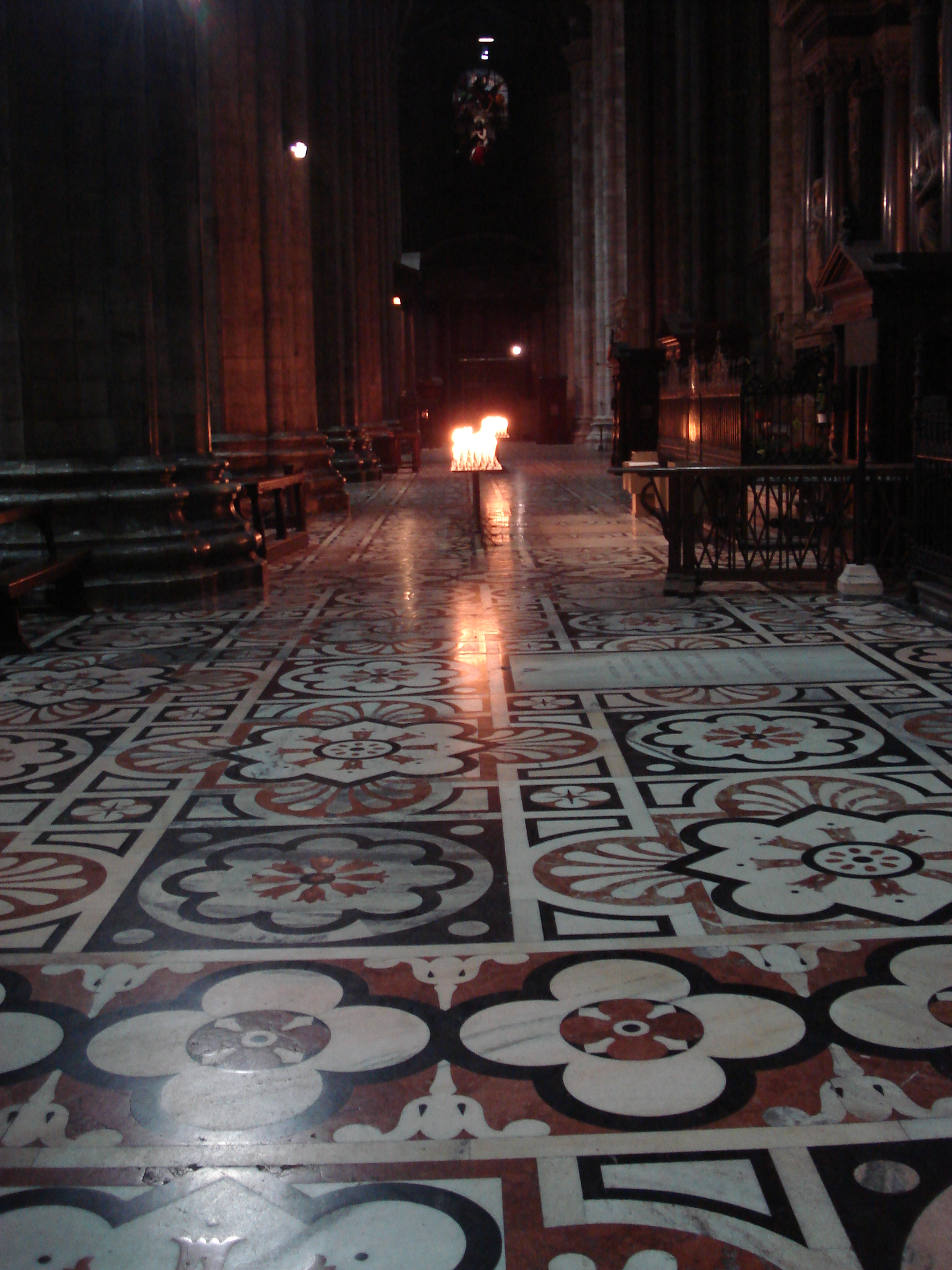
A bal oldai oldalhajó
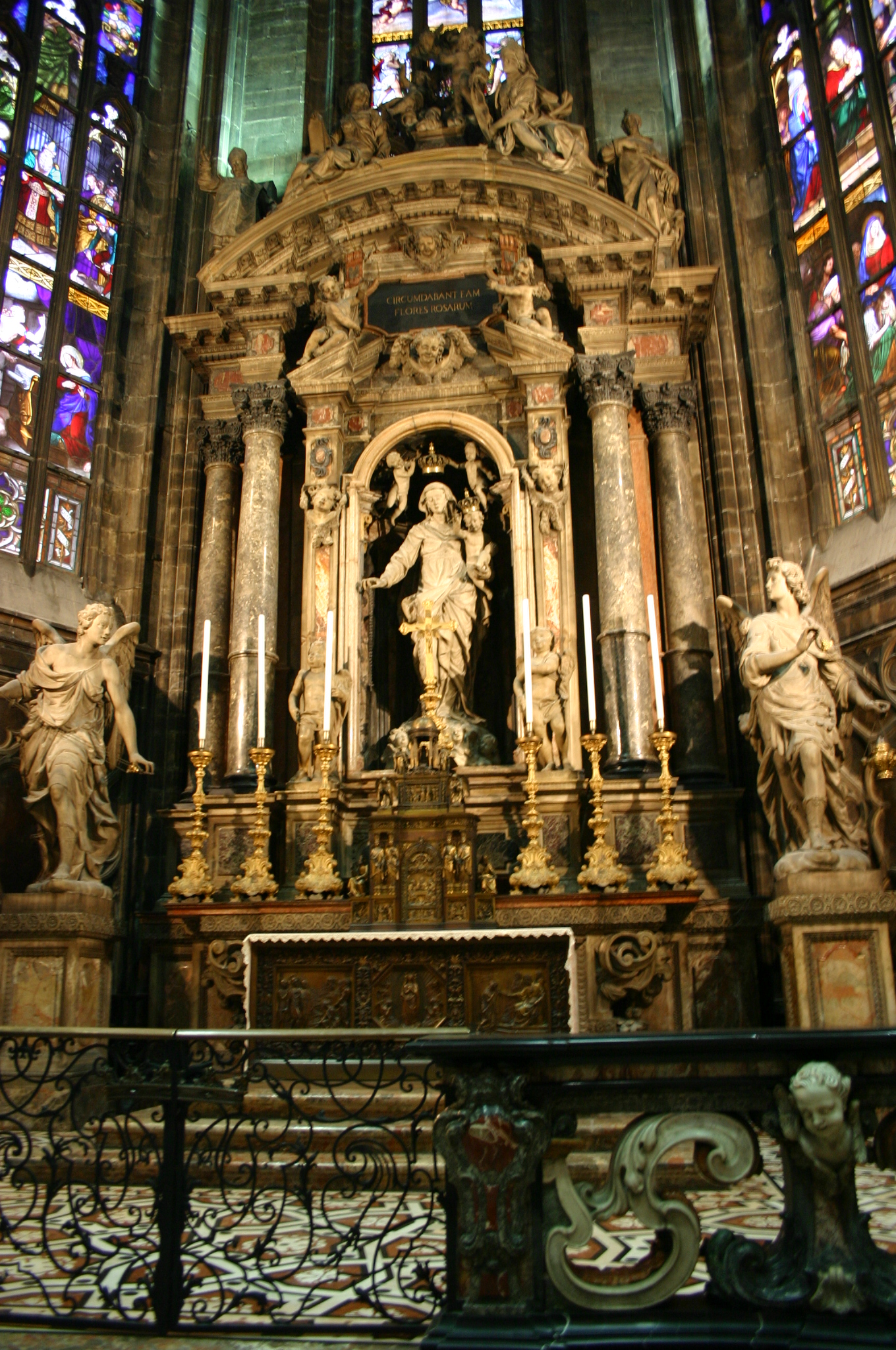
A bal oldali kereszthajó oltára

### A kórus és a szentély
A szentélyben levő főoltárt patkó alakban – tíz pillérrel részekre osztott – fallal övezett széles kórus öleli körül, s ez választja el a még nagyobb és szélesebb félkört alkotó szentélykörüljárótól. A márvány szentélyrekesztő Pellegrino Tibaldi műve, jellegzetesen késő reneszánsz kori alkotás. A szentélykörüljáróból a templom mindkét oldalán egy-egy téglalap alaprajzú sekrestye nyílik.
A szentély benyúlik a kereszthajóba, csaknem a kripta bronzkorlátjáig. Elülső részét, az ún. Coro Senatoriót (Szenátus-kórus) mindkét oldalról hatalmas orgona szegélyezi. A tíz pillér közül az első kettő egyben a kereszthajót három részre osztó pillérsorok apszis felé eső utolsó oszlopa. Mindkettőn aranyozott bronzborítású szószék látható. Domborműveik ó- és újtestamentumi jeleneteket ábrázolnak. Az egyiknek a kariatidái az evangélistákat, a másiké az egyházatyákat ábrázolják. A két szószék Pellegrino Tibaldi műve.
A szentély két vége között rövid lépcső vezet a templom egyik díszéhez, a gazdagon dekorált, barokk főoltárhoz. Ennek egyik része a dómnak V. Márton pápa által 1418-ban felszentelt eredeti oltára. Mai formáját a 20. század elején alakították ki és hozzá tartozik az angyalokkal díszített hatalmas baldachin, amelyet nyolc oszlop tart. A szentély diófa padjait szintén Pellegrino Tibaldi tervezte. A főoltár fölötti boltozaton, egy mélyedésben elhelyezett medaillon ereklyét rejteget: a Krisztus keresztjéből származó Szent szeget, amelyet Szent Ambrus püspök talált meg és állítólag Nagy Konstantin hagyatékából származik. Minden év május 3-án megmutatják a nagyközönségnek.
A szentélykörüljárót tíz-tíz egymással szemben álló pillér tagolja. A belső pilléreket a kórusfal köti össze, amelyen 17 szoborral elválasztva, Mária életét ábrázoló domborművek láthatók. Mivel az első pillérek egyben a kereszthajót felosztó pillérsorok utolsó tagjai, a szentélykörüljáró hét boltszakaszra oszlik. Jobbról elindulva, az elsőben hatalmas Mária-kép másolat látható, amelynek eredetijét a toszkánai iskolához tartozó egyik ismeretlen mester alkotta a 16. században. Az eredeti Firenzében látható. Az első boltszakaszból két ajtón át lejárat vezet a kriptába és ugyaninnen díszes kapu nyílik a dóm déli sekrestyéjébe, amely a székesegyház kincstárának ad otthont.
A déli sekrestye 1393-ból származik, a dóm legrégibb részletei közé tartozik; német és olasz mesterek építették. Jobbra, a kézmosó fölött Giovannino de Grassi Krisztus és a szamáriai a kútnál szobra áll, balra egy fülkében pedig Cristoforo Solari Krisztus az oszlopnál szobra.
A szentélykörüljáró második boltszakaszában egy régi freskó maradványa látható, a Maria dell'Aiuto (Mária, a segély anyja). Ugyanitt helyezték el egy gótikus konzolon V. Márton pápa 1424-ből származó szobrát, Jacopino da Tradate alkotását.
A harmadik boltszakasz érdekessége egy igen régi, Szent Ambrus püspök idejéből származó márványtábla, amelybe a kezdet és a vég szimbólumait vésték. Feltehető, hogy több ilyen tábla is létezett, s ezek a nem ariánus katolikus templomok megkülönböztetésére szolgáltak. Ugyanitt értékes dombormű is áll, ismeretlen német mester alkotása, melynek címe: Pietà, két angyallal (1389).
A negyedik boltszakasz a dóm leghátsó kiszögellése. Itt áll Borromeo Szent Károly 1572. szeptember 20-i templomfelszentelésének emléktáblája.
Az ötödik boltszakaszban egy 13. századi bizánci feszület áll, míg a hatodikban két értékes freskó valamint IV. Pius pápa szobra, Angelo de Marini alkotása. A hetedik boltszakaszból nyílik az északi sekrestye díszes oromzatú bejárata. A sekrestye mennyezeti freskóit Camillo Procaccini festette.

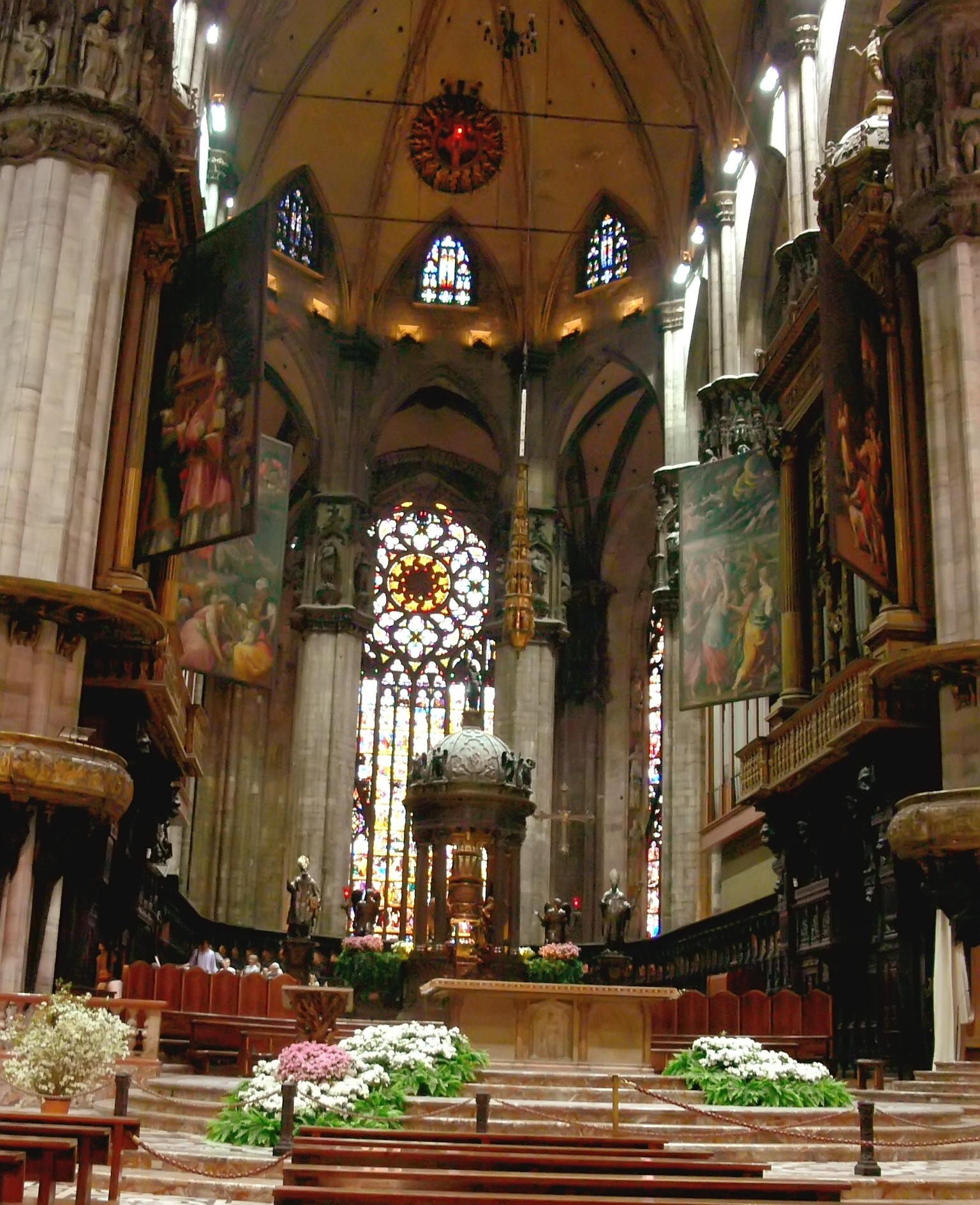
A szentély
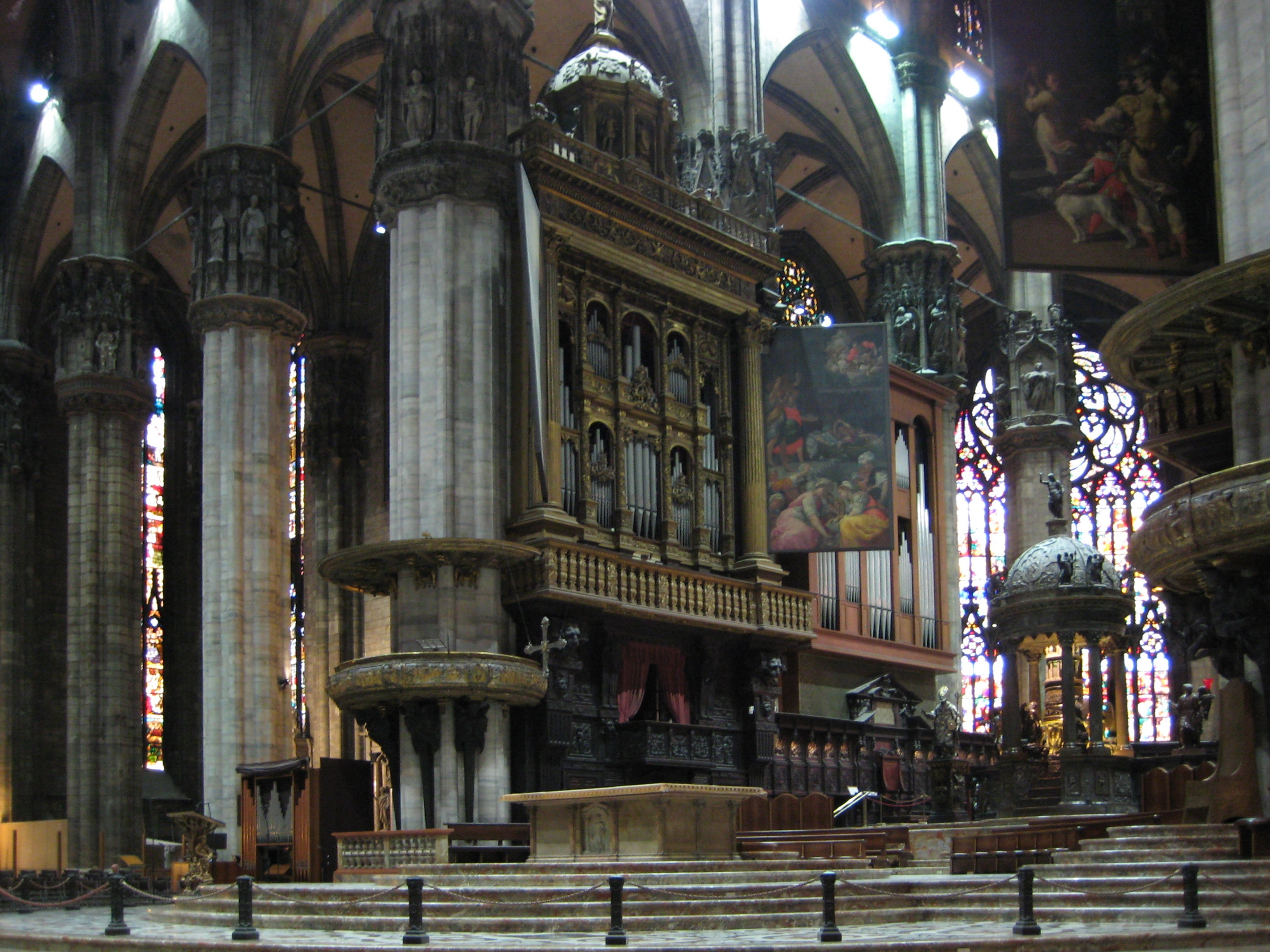
Orgona
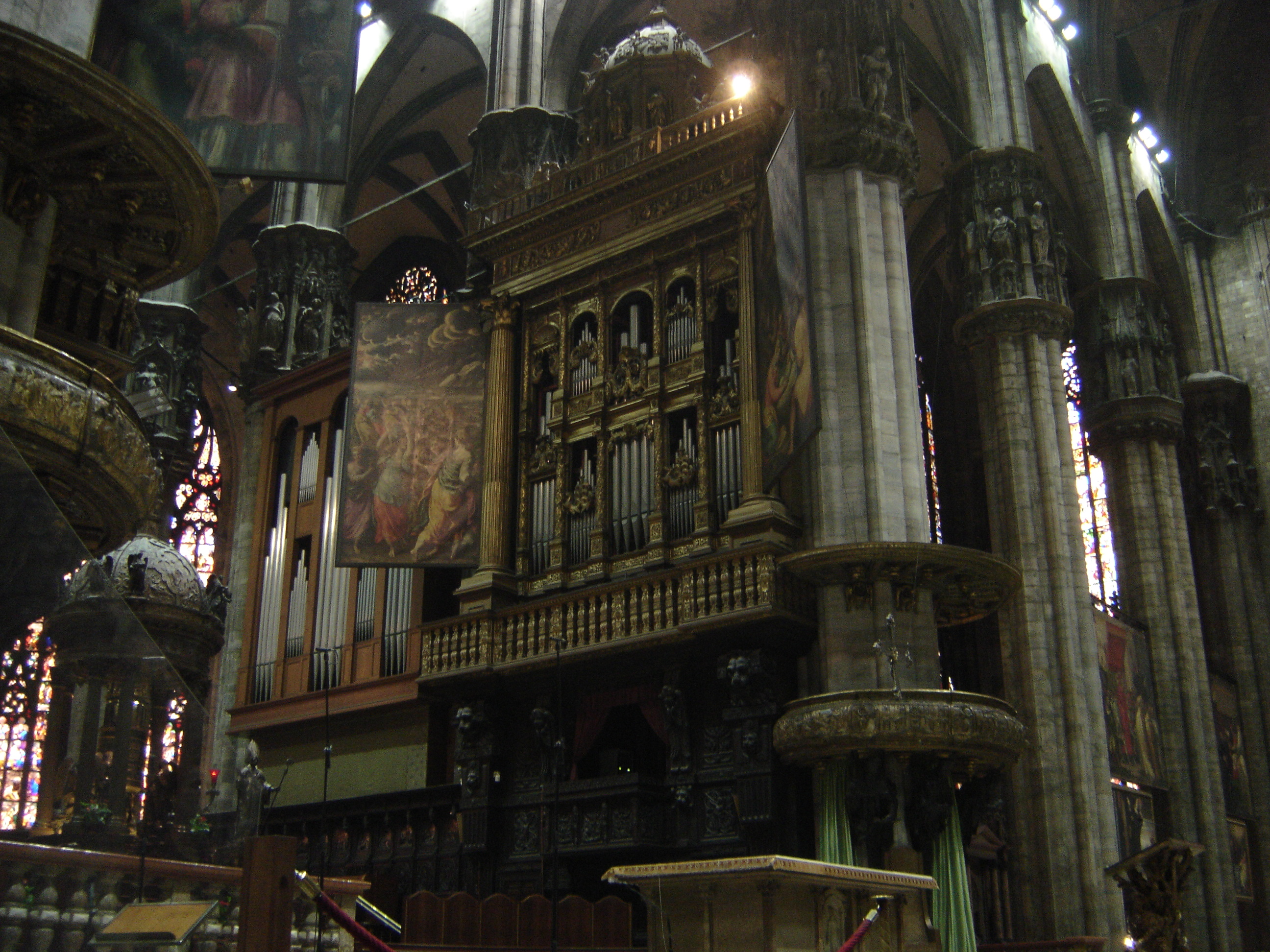
Orgona

### A kripta

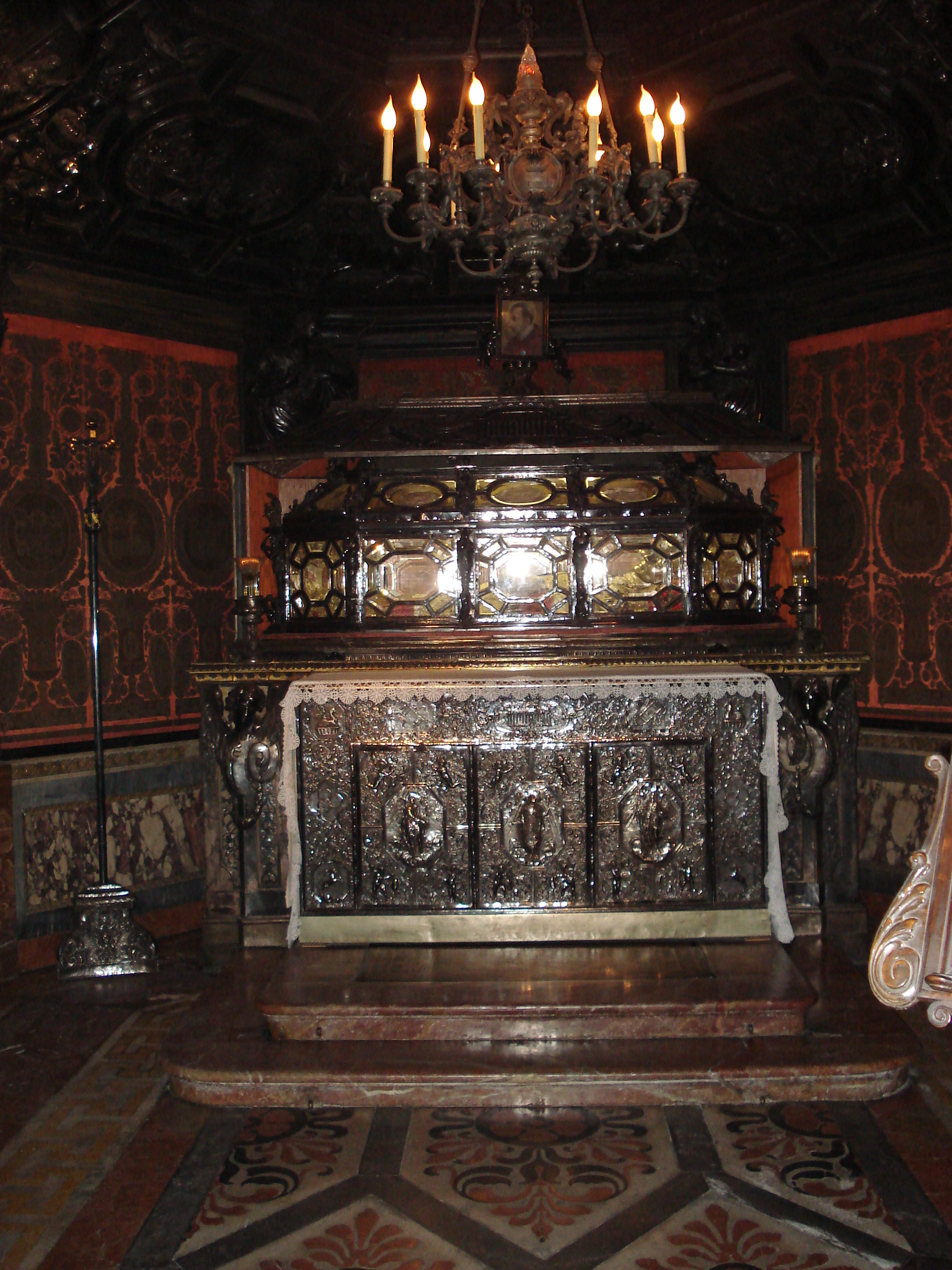
Scurolo di San Carlo

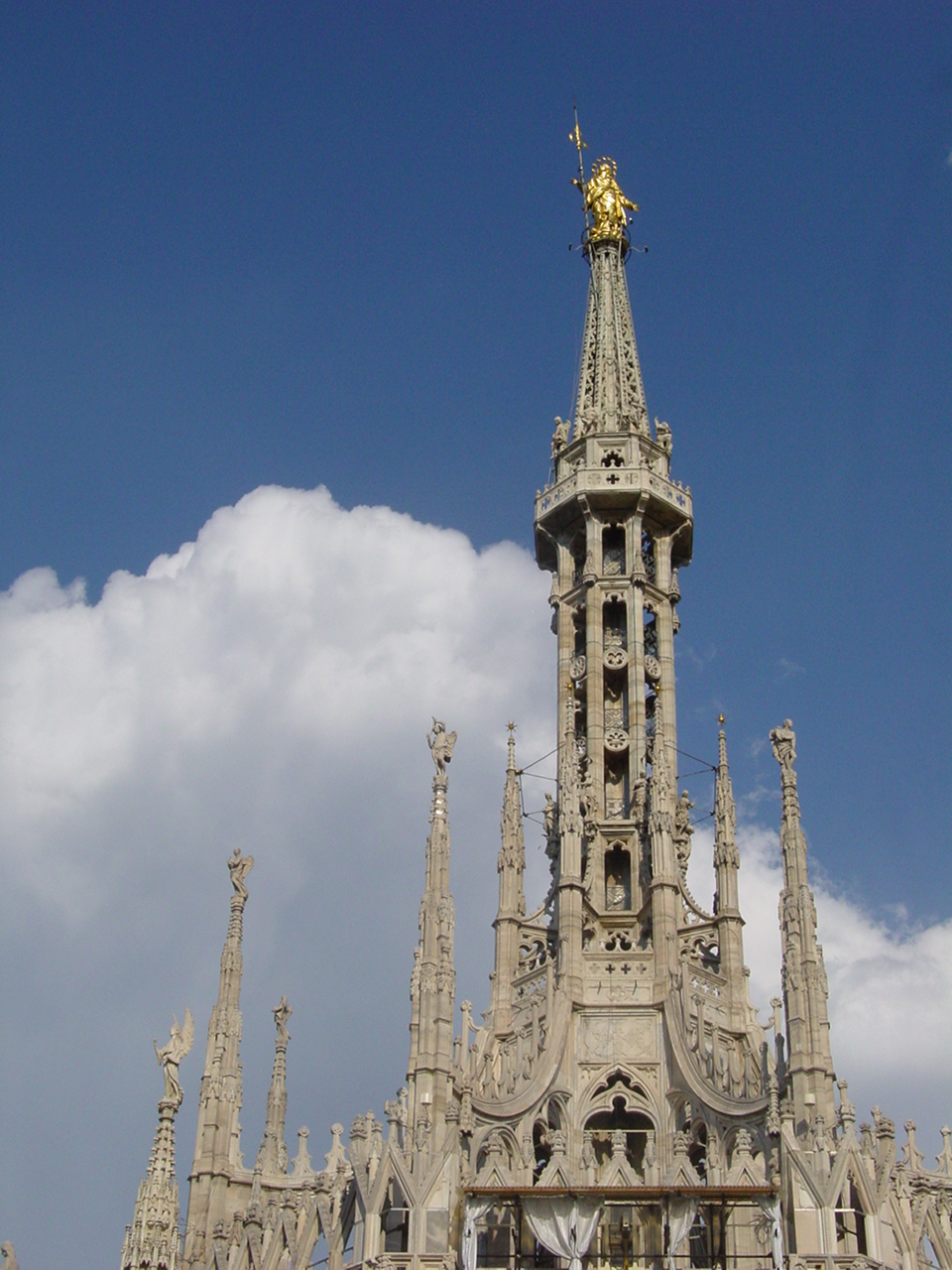
A Madonnina-szobor a kupola tetején

A szentélykörüijárő jobb oldalán, az első boltszakaszból két ajtó is vezet a kriptába, azaz egy nagy, kerek terembe, amelyet szintén Pellegrino Tibaldi tervezett, de a 17. században stukkódíszítéseket kapott. Innen érhető el a föld alatti, nyolcszögletű Scurolo di San Carlo nevű kápolnába, amely a lombardiai történelem nagy alakjának, Borromeo Szent Károlynak síremlékét rejti magában. A Richini által tervezett kápolnát ezüstlemezekből készített domborművek díszítik. A szent koporsója, amelyet IV. Fülöp spanyol király ajándékozott a dómnak, hegyikristályból készült.

### A tető

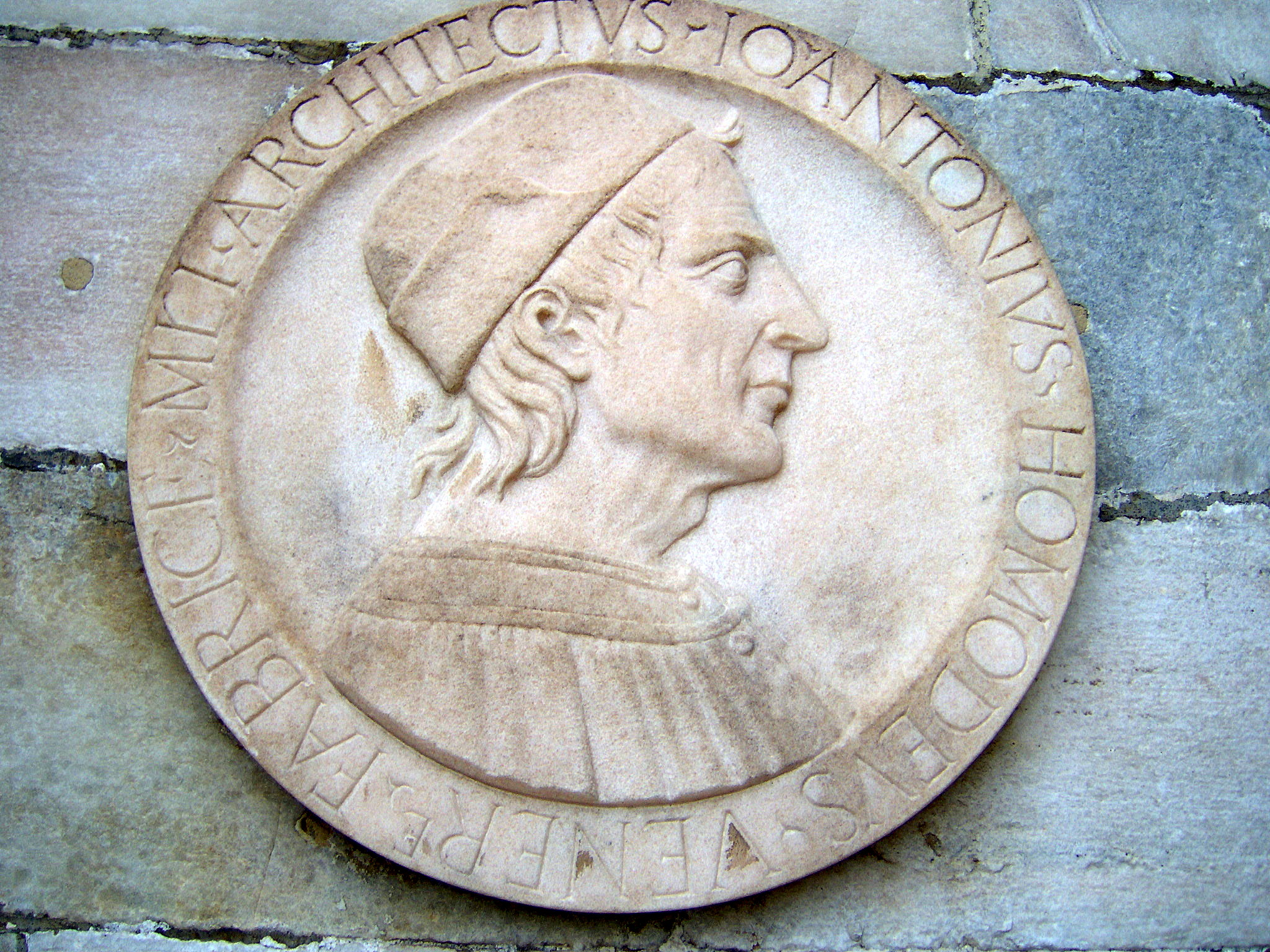
Antonio Amadeo a milánói dóm guglia maggiore tornyán

A márványtáblákkal borított tetőt szobrok, tornyocskák, girlandok, oromzatok és ereszek díszítik. Ezen díszítőelemek építését egy végrendelet indította el. A 140 tornyocska közül a legrégebbi a sekrestye utolsó támoszlopán áll, ezt a 14. században egy Mario Carelli nevű polgár végrendelete értelmében építették fel. A tetőről jól látható a kupola, melyet a guglia maggiore nevű torony koronáz, tetején a Madunnina-szoborral. Már Bramante és Leonardo is tanulmányozták, hogy miképpen lehetne tornyot építeni a dómra, de a tulajdonképpeni terv Antonio Amadeótól származik, aki 1490-ben fogott hozzá a megvalósításhoz, s a munka több mint tíz esztendőt vett igénybe.

## Érdekességek
A dóm méretarányos, valósághű mása a híres svájci, épületeket bemutató Swissminiatur makettparkban is látható. A park Ticino kantonban található, amely korábban a milánói hercegek uralma alatt állt, ennek a történelmi kapcsolatnak állít emléket a kiállított makettdóm.

## Külső hivatkozások
- (olaszul) Hivatalos honlap